# Flechtweide

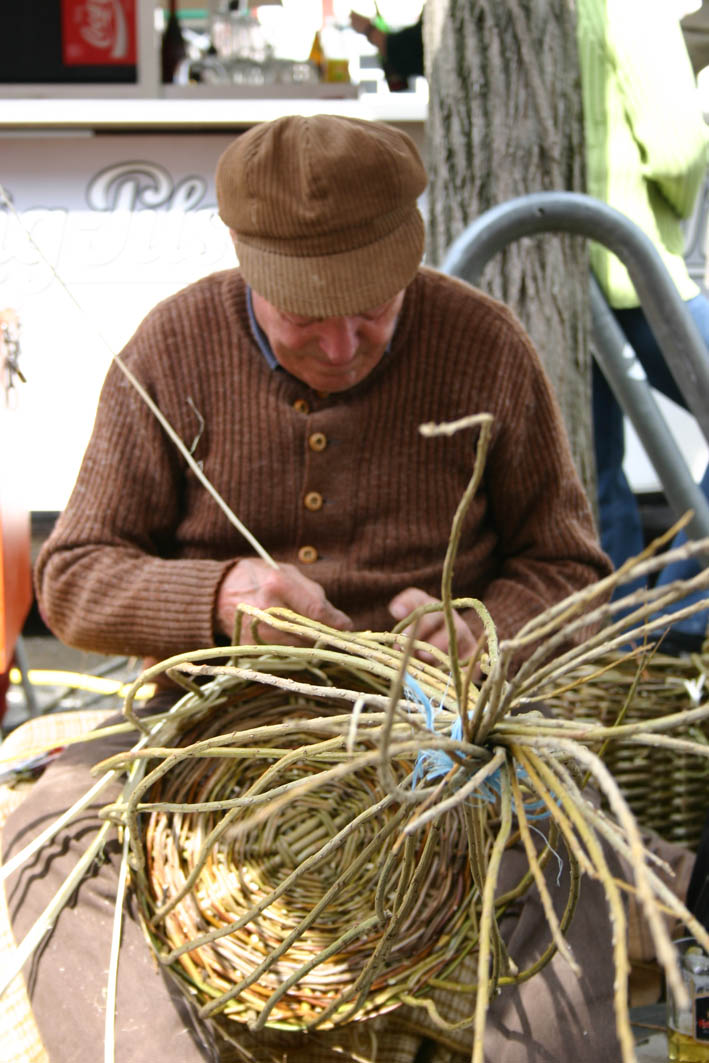
Flechtweiden liefern die langen und biegsamen Ruten zur Herstellung von Flechtwaren

Flechtweiden ist die bei Korbmachern und in der Forstwirtschaft gängige Sammelbezeichnung für diejenigen Weiden-Arten, deren lange und biegsame Zweige (Ruten) als Flecht- und Bindematerial zur Herstellung von Flechtwaren wie Körben oder Flechtmöbeln geeignet sind. Verwendung finden hierfür unter anderem Korb-Weide, Silber-Weide und Purpur-Weide.
Kultiviert werden Flechtweiden außerhalb von Wäldern nicht zuletzt in der Form der so genannten Kopfweiden. In Nord- und Osteuropa stellen Flechtweiden immer noch einen bedeutenden Zweig der forstlichen Nebennutzungen dar.
Flechtweiden sollten jedoch begrifflich nicht mit Rattan verwechselt werden, auch wenn die Verwendung ähnlich ist.